# فهرست تجهیزات نیروی دریایی سلطنتی مالزی
تجهیزات نیروی دریایی سلطنتی مالزی (به انگلیسی: List of equipment of the Royal Malaysian Navy) را می‌توان به بخش‌های: شناور، هواگرد، رادار، جنگ‌افزار، مهمات، سلاح گرم و لباس فرم تقسیم‌بندی کرد. تمام کشتی‌های نیروی دریایی سلطنتی دارای پیشوند KD (مالایی: Kapal Di-Raja، به معنی تحت اللفظی "کشتی سلطنتی") که معادل "کشتی اعلیحضرت" در انگلیسی است. با این وجود، کشتی بادبانی، پیشوند KLD (کاپال لایار دی-راجا) را دارد که به معنی "کشتی بادبانی اعلیحضرت" است.

## شناور
| کلاس                                                | تصویر     | نوع                      | شناور                                                                                                  | کشور سازنده       | تعداد     | نکات |
| زیردریایی                                           | زیردریایی | زیردریایی                | زیردریایی                                                                                              | زیردریایی         | زیردریایی | زیردریایی |
| --------------------------------------------------- | --------- | ------------------------ | --- | ----------------- | --------- | --- |
| اسکورپن                                             |           | زیردریایی                | کی‌دی تونکو عبدالرحمن کی‌دی تون عبدالرزاق                                                                | فرانسه            | ۲         | تسلیحات: - اژدر سنگین بلک شارک - موشک اگزوسه اس‌ام۳۹ |
| ناوچه                                               |           |                          | |                   |           | |
| Maharaja Lela                                       |           | ناوچه                    | KD Maharaja LelaKD Syarif Masahorکی‌دی راجا مهدی (KD Raja Mahadi)کی‌دی مت صالحکی‌دی توک جانگوت            | فرانسه · مالزی    | ۰+(۵)     | در اصل برای خرید ۶ عدد برنامه‌ریزی شده بود ولی سفارش یک عدد در سال ۲۰۲۳ لغو شد. تسلیحات: - ۱ × توپ بوفورس ۵۷ میلیمتر - ۲ × توپ ۳۰ میلیمتر ام‌اس‌آی دی‌اس ۳۰ام - ۱۶ × میکا وی‌ال در سیلور وی‌ال‌اس - ۸ × موشک کروز دریایی اس‌اس‌ام - ۲ × triple J+S torpedo launcher |
| لکوی                                                |           | ناوچه                    | کی‌دی جیبت کی‌دی لکوی                                                                                    | بریتانیا          | ۲         | تسلیحات: - ۱ × توپ بوفورس ۵۷ میلیمتر - ۲ × توپ ۳۰ میلیمتر دی‌اس۳۰بی ام‌اس‌آی - ۱۶ × وی‌ال‌اس در جهت سی ولف اس‌ای‌ام - ۸ × اگزوسه ام‌ام۴۰ Block 2 SSM - ۲ × triple یوروتورپ بی۵۱۵                                                                                   |
| ناوچه سبک                                           |           |                          | |                   |           | |
| کاستوری                                             |           | ناوچه سبک                | کی‌دی کاستوری کی‌دی لکیر                                                                                 | آلمان             | 2         | تسلیحات: - ۱ × توپ بوفورس ۵۷ میلیمتر - ۲ × توپ ۳۰ میلیمتر دی‌اس۳۰بی ام‌اس‌آی - سامانه پدافند هوایی همراه SAM - ۸ × اگزوسه ام‌ام۴۰ Block 2 SSM - ۲ × triple یوروتورپ بی۵۱۵                                                                                      |
| لاکسامانا                                           |           | ناوچه سبک                | کی‌دی لاکسامانا هنگ ندیم کی‌دی لاکسامانا تون عبدالجمیل کی‌دی لاکسامانا محمد امین کی‌دی لاکسامانا تان پسماه | ایتالیا           | ۴         | تسلیحات: - ۱ × اوتو ملارا ۷۶م‌م - ۱ × DARDO/40 mm Breda سامانه دفاع نزدیک دریایی |
| شناور گشتی                                          |           |                          | |                   |           | |
| کداح                                                |           | شناور گشتی               | کی‌دی کداح کی‌دی پاهانگ کی‌دی پراک کی‌دی ترنگانو کی‌دی کلانتان کی‌دی سلانگور                                 | آلمان · مالزی     | ۶         | تسلیحات: - ۱ × اوتو ملارا ۷۶م‌م - ۱ × 30 mm Breda-Mauser |
| کریس                                                |           | شناور گشتی               | کی‌دی کریس کی‌دی سوندانگ کی‌دی بادیک کی‌دی رنکونگ                                                          | چین               | ۴         | تسلیحات: - ۱ * ۳۰ م‌م اچ/پی‌جی-۱۷ - 2 x تیربار ام۲اچ‌بی برونینگ کالیبر ۱۲٫۷ م‌م |
| شناور تندرو تهاجمی                                  |           |                          | |                   |           | |
| پردانا                                              |           | ناوچه توپدار             | کی‌دی پردانا کی‌دی سرانگ کی‌دی گاناس KD Ganyang                                                           | فرانسه            | ۴         | تسلیحات: - ۱ × توپ بوفورس ۵۷ میلیمتر - ۱ × توپ بوفورس ۴۰ میلیمتر |
| Handalan                                            |           | ناوچه توپدار             | KD Handalan کی‌دی پرکاسا کی‌دی پندکار کی‌دی گمپیتا (KD Gempita)                                           | سوئد              | ۴         | تسلیحات: - ۱ × توپ بوفورس ۵۷ میلیمتر - ۱ × توپ بوفورس ۴۰ میلیمتر |
| جرونگ                                               |           | ناوچه توپدار             | کی‌دی جرونگ کی‌دی توداک کی‌دی پاوس کی‌دی یو کی‌دی بائونگ (KD Baung) KD Pari                                 | آلمان · مالزی     | ۶         | تسلیحات: - ۱ × توپ بوفورس ۵۷ میلیمتر - ۱ × توپ بوفورس ۴۰ میلیمتر |
| کریس                                                |           | ناوچه توپدار             | کی‌دی سری پرلیس کی‌دی سری جوهر کی‌دی سری صباح کی‌دی سری ساراواک                                            | بریتانیا          | ۴         | تسلیحات: - 1 x توپ بوفورس ۴۰ میلیمتر - 2 x تیربار ام۲اچ‌بی برونینگ کالیبر ۱۲٫۷ م‌م |
| سری تیگا                                            |           | شناور تندرو حمل نیرو     | کی‌دی سری تیگا کی‌دی سری گایا                                                                            | مالزی             | ۲         | تسلیحات: - ۱ x سلاح کالیبر ۲۰ م‌م - ۲ x تیربار ام۲اچ‌بی برونینگ کالیبر ۱۲٫۷ م‌م |
| شناور تندرو رهگیر / قایق بادی سخت‌تنه / جت اسکی      |           |                          | |                   |           | |
| سی‌بی ۹۰                                             |           | شناور تندرو رهگیر        | ۲۰۱–۲۱۷                                                                                                | سوئد              | ۱۷        | تسلیحات: - ۳ × تیربار ام۲اچ‌بی برونینگ کالیبر ۱۲٫۷ م‌م |
| جی۲۰۰۰ اف‌آی‌سی ۱۸ متر                                |           | شناور تندرو رهگیر        | تی‌بی‌دی-۱۰۲۱                                                                                            | مالزی             | ۱۹        | ۶واحد در سال ۲۰۲۱ و ۱۳ عدد در سال ۲۰۲۲ سفارش داده شد. تسلیحات: - ۱ × ۱۲٫۷ م‌م آرسی‌دبلیواس - ۲ × مسلسل چندمنظوره کالیبر ۷٫۶۲م‌م |
| سانداکان جایا تکنیک ام‌پی‌بی                          |           | شناور تندرو رهگیر        | - | مالزی             | ۴         | تسلیحات: - ۲ × مسلسل چندمنظوره کالیبر ۷٫۶۲م‌م |
| پنگاوال (Pengawal)                                  |           | شناور تندرو رهگیر        | - | مالزی             | ۲         | Transferred from Malaysian Maritime Enforcement Agency. تسلیحات: - ۲ × مسلسل چندمنظوره کالیبر ۷٫۶۲م‌م |
| قایق بادی سخت‌تنه                                    |           | قایق بادی سخت‌تنه         | ۱۲٫۰۲ م پی۳۸-کلاس ۷٫۶۲م ام‌اس‌یی‌تی-کلاس سیلور بریز-کلاس                                                  | مالزی             | نامشخص    | تسلیحات: - ۱–۲ × تیربار ام۲اچ‌بی برونینگ کالیبر ۱۲٫۷ م‌م |
| آرایکس‌تی-ایکس ۳۰۰سی‌وی                               |           | جت اسکی                  | سی دو آرایکس‌تی-ایکس ۳۰۰سی‌وی                                                                            | کانادا            | نامشخص    | تسلیحات: - ۱ × مسلسل اف‌ان مینیمی کالیبر ۵٫۵۶ م‌م روی سه‌پایه عقب نصب سده است. |
| Mine counter-measure vessels                        |           |                          | |                   |           | |
| مهامیرو                                             |           | کشتی مین‌روب              | کی‌دی مهامیرو KD Jerai کی‌دی لدانگ کی‌دی کینابالو                                                         | ایتالیا           | ۴         | تسلیحات: - ۱ × توپ بوفورس ۴۰ میلیمتر - ۲ × تیربار ام۲اچ‌بی برونینگ کالیبر ۱۲٫۷ م‌م |
| Amphibious warfare ships / شناور پشتیبانی چندمنظوره |           |                          | |                   |           | |
| سری ایندیرا ساکتی                                   |           | شناور پشتیبانی چندمنظوره | کی‌دی سری ایندیرا ساکتی کی‌دی مهوانگسا                                                                   | آلمان             | ۲         | تسلیحات: - ۱–۲ × توپ بوفورس ۵۷ میلیمتر - ۲ × سلاح ضدهوایی کالیبر ۲۰ م‌م |
| کشتی تدارکاتی                                       |           |                          | |                   |           | |
| بونگا ماس لیما                                      |           | کشتی تدارکاتی            | کی‌ای بونگا ماس لیما                                                                                    | مالزی             | ۱         | کشتی به طول ۱۳۲متر با توانایی رزم و پشتیبانی. |
| تون عزیزان                                          |           | کشتی تدارکاتی            | کی‌ای تون عزیزان                                                                                        | مالزی             | ۱         | کشتی به طول ۱۰۲متر با توانایی رزم و پشتیبانی. |
| کشتی نجات زیردریایی                                 |           |                          | |                   |           | |
| ام‌وی مگا باکتی                                      |           | کشتی نجات زیردریایی      | ام‌وی مگا باکتی                                                                                         | سنگاپور           | ۱         | |
| شناور آموزشی                                        |           |                          | |                   |           | |
| Gagah Samudera                                      |           | شناور آموزشی             | KD Gagah Samudera کی‌دی تگوه سامودِرا                                                                    | کره جنوبی · مالزی | ۲         | تسلیحات: - ۱ × توپ ۳۰ میلیمتر دی‌اس۳۰بی ام‌اس‌آی - ۲ × تیربار ام۲اچ‌بی برونینگ کالیبر ۱۲٫۷ م‌م |
| توناس سامودِرا                                       |           | شناور آموزشی             | کی‌ال‌دی توناس سامودِرا                                                                                   | بریتانیا          | ۱         | |
| Hydrographic survey vessels                         |           |                          | |                   |           | |
| پرانتاو                                             |           | شناور تحقیقاتی           | کی‌دی پرانتاو                                                                                           | آلمان             | ۱         | |
| ام‌وی دایانگ ساری                                    |           | شناور تحقیقاتی           | ام‌وی دایانگ ساری                                                                                       | مالزی             | ۱         | |
| ام‌وی عایشه                                          |           | شناور تحقیقاتی           | ام‌وی عایشه                                                                                             | مالزی             | ۱         | |
| ای‌ام‌آی‌ان ۱۶۰۰اچ‌اس‌وی                                 |           | شناور تحقیقاتی           | - | مالزی             | ۲         | |
| شناور یدک‌کش                                         |           |                          | |                   |           | |
| -                                                   |           | شناور یدک‌کش              | کی‌تی‌دی پنیو                                                                                            | ژاپن              | ۱         | |
| -                                                   |           | شناور یدک‌کش              | توندا ساتو                                                                                             | مالزی             | ۱         | |

## هواگرد
| هواگرد                   | تصویر  | گونه              | وظیفه            | کشور سازنده         | تعداد  | نکات |
| بالگرد                   | بالگرد | بالگرد            | بالگرد           | بالگرد              | بالگرد | بالگرد |
| ------------------------ | ------ | ----------------- | ---------------- | ------------------- | ------ | --- |
| وستلند لینکس             |        | سوپر لینکس ۳۰۰    | جنگ ضدزیردریایی  | بریتانیا            | ۶      | |
| یوروکوپتر فنک            |        | ای‌اس ۵۵۵ اس‌ان     | تجسسی سطحی       | فرانسه              | ۴      | ام ۵۰۲–۰۳ در سال ۲۰۲۱، (به علت فرود اضطراری) از حالت عملیاتی خارج شد. ام۵۰۲–۰۶ در سال ۲۰۲۴ (به علت تصادم هوایی) سقوط کرد. |
| آگوستاوستلند ای‌دابلیو۱۳۹ |        | ای‌دابلیو۱۳۹اچ‌اوام | بالگرد چندمنظوره | ایتالیا             | ۲      | ترابری و چندمنظوره. ام ۵۰۳–۰۳ در سال ۲۰۲۴ (به علت تصادم هوایی) سقوط کرد.                                                  |
| پهپاد                    |        |                   |                  |                     |        | |
| بوئینگ اسکن‌ایگل          |        |                   | پهپاد تاکتیکی    | ایالات متحده آمریکا | ۱۸     | ۶ واحد در سال ۲۰۲۰ تحویل داده شد و باقی آنها در سال ۲۰۲۱.                                                                 |

## رادار
| رادار                    | تصویر | نوع         | کشور سازنده | تعداد | نکات  |       |
| رادار                    | رادار | رادار       | رادار       | رادار | رادار | رادار |
| ------------------------ | ----- | ----------- | ----------- | ----- | ----- | ----- |
| تالس هلند -SMART-S Mk.II |       | رادار جستجو | هلند        | ۶     |       |       |
| اریکسون SEA-GIRAFFE      |       | رادار جستجو | سوئد        | ۲     |       |       |
| دی‌ای-۰۸                  |       | رادار جستجو | هلند        | ۴     |       |       |
| آرای‌ان-۱۲                |       | رادار جستجو | ایتالیا     | ۴     |       |       |
| تی‌آراس-۳دی               |       | رادار جستجو | آلمان       | ۶     |       |       |
| اس‌آر-۴۷ای‌جی              |       | رادار جستجو | چین         | ۴     |       |       |

## توپ
| توپ                              | تصویر                            | نوع                              | کشور سازنده                      | تعداد                            | نکات                                 |                                  |
| توپ‌های رسته توپخانه نیروی دربایی | توپ‌های رسته توپخانه نیروی دربایی | توپ‌های رسته توپخانه نیروی دربایی | توپ‌های رسته توپخانه نیروی دربایی | توپ‌های رسته توپخانه نیروی دربایی | توپ‌های رسته توپخانه نیروی دربایی     | توپ‌های رسته توپخانه نیروی دربایی |
| -------------------------------- | -------------------------------- | -------------------------------- | -------------------------------- | -------------------------------- | ------------------------------------ | -------------------------------- |
| اوتو ملارا ۷۶م‌م                  |                                  | توپ                              | ایتالیا                          | ۱۰                               | کامپکت و فوق سریع در حال عملیاتی.    |                                  |
| توپ بوفورس ۵۷ میلیمتر            |                                  | توپ                              | سوئد                             | ۲۷                               | ام‌کی۱، ام‌کی۲ و ام‌کی۳ در حال عملیاتی. |                                  |
| توپ بوفورس ۴۰ میلیمتر            |                                  | توپ                              | سوئد                             | ۲۶                               | ال/۷۰ عملیاتی.                       |                                  |
| توپ ۳۰ میلیمتر ام‌اس‌آی دی‌اس۳۰ام   |                                  | توپ                              | بریتانیا                         | ۱۲                               | ام‌کی۲ عملیاتی.                       |                                  |
| توپ ۳۰ میلیمتر Breda Mauser      |                                  | توپ                              | ایتالیا                          | ۶                                |                                      |                                  |
| توپ ۳۰ میلیمتر SMASH             |                                  | توپ                              | ترکیه                            | ۳                                |                                      |                                  |
| توپ ۳۰ م‌م H/PJ-۱۷                |                                  | توپ                              | چین                              | ۴                                |                                      |                                  |
| توپ ضدهوایی کالیبر ۲۰ م‌م         |                                  | توپ                              | سوئیس                            | ۶                                |                                      |                                  |
| سامانه دفاع نزدیک دریایی         |                                  |                                  |                                  |                                  |                                      |                                  |
| DARDO                            |                                  | سامانه دفاع نزدیک دریایی         | ایتالیا                          | ۴                                |                                      |                                  |